# Il fuoco dal profondo
Il fuoco dal profondo è il settimo libro dell'antropologo Carlos Castaneda, in cui sono rievocati gli insegnamenti del suo maestro don Juan riguardanti la stregoneria tolteca.

## Contenuto
Il testo riprende la distinzione, già introdotta nel libro precedente, tra gli insegnamenti impartiti da don Juan al «lato destro» del suo allievo Castaneda, cioè nel suo stato di coscienza quotidiano, e quelli rivolti al suo «lato sinistro», una condizione di concentrazione particolare i cui apprendimenti poterono essere ricordati dallo scrittore protagonista solo dopo anni di dura disciplina.
Destra e sinistra, in tal senso, si riferiscono alle due sezioni in cui è suddiviso il campo luminoso di energia delle persone, visibile solo dai veggenti.
Il fuoco dal profondo tratta quindi delle lezioni ricevute da Castaneda nel lato sinistro, riguardanti in particolare il primo dei tre capisaldi dell'antica conoscenza tolteca detenuta dal suo maestro, ossia:
- padronanza della consapevolezza, o arte della percezione;
- arte dell'agguato;
- arte dell'intento.

Don Juan apparteneva ad una nuova stirpe di guerrieri toltechi, che revisionando queste tecniche pratiche erano divenuti capaci di acquisire una libertà totale, con cui dominare persino la propria morte:
(Carlos Castaneda, Il Fuoco dal Profondo, pag. 11)

## Edizioni
- Carlos Castaneda, The Eagle's Gift, Simon & Schuster, New York, 1981.
- Carlos Castaneda, Il dono dell'aquila (1983), trad. it. di F. Bandel Dragone, Milano, Rizzoli, 2000 ISBN 978-8817258906.